# Витомир Митрић
Витомир Митрић (Србац, 1. новембар 1955) српски је позоришни и филмски режисер.

## Живот
Рођен је у Српцу 1955. године. Школовање и студије завршио је у Сарајеву и Новом Саду. Кроз алтернативну академију оспособљен за вођење позоришних радионица: „Форум театар“ и драма у образовању. Као позоришни редитељ је режирао 15 драмских и луткарских представа за дјецу, те 7 представа за одрасле.
Оснивач је театра „Сцена за дјецу“ и „Форум театар“ Источно Сарајево 2000. године гдје врши дужност умјетничког директора. Оснивач је Међународног лутлкарског фестивала за дјецу „Лут фест“ 2000. године у Источном Сарајеву, Међународног филмског фестивала документарног и краткометражног филма „Први кадар“ у Источном Сарајеву и манифестације „Дани поезије за дјецу“ Источно Сарајево.
Био је члан жирија више позоришиох фестивала: „Фестивал Малих сцена и монодраме Српске“ Источно Сарајево (1995, 2006, 2010), као и Фестивал једног глумца Источно Сарајево (2010).
У педагошком и терапеутском позоришном раду је водитељ психо драмских радионица од 1997. године. Водио је радионице са мјешовитим групама из удружења особа са посебним потребама у Бањалуци, Источном Сарајеву, Требињу, и Горажду. Радионице Форум театра и театра у образовању реализоване у Удружењу „Вратите нам осмијех“ Источно Сарајево, Фондација „Цуре“ Сарајево, МТМ Мостар, Омладински савјет, Сцена за дјецу. Живи и ради у Источном Сарајеву.

## Филмографија
Као филмски редитељ, режирао девет документарних филмова:
- Слобода Вашим очима гледа
- Капија Романије, (Гран при у категорији експерименталног филма у Нишу 2000. год), учествовао на Београдском фестивалу док. Филма.
- Филмска скица за 14 лица, филмски есеј о правима младих,
- До циља (рађен је са особама са посебним потребама у Витковићима, учествовао на Београдском фестивалу документарног филма 2003).
- Врелце, (филм о пјесникињи Дари Секулић, 2006. изабран међу шест најбољих у међународној селекцији 53. Београдског фестивала документарног филма).
- Ђурђиц на Дубрави, учествовао на Фестивалу етнолошког филма.
- Шал за брата, који је суфинансирало Министарство просвјете и културе Републике Српске, освојио Гран при на фестивалу у Новом Саду.
- Заједничка пирамида
- Камени биљег